# أندري فورونتسيفيتش
أندري فورونتسيفيتش (الروسية: Андрей Константинович Воронцевич) مواليد 17 يوليو 1987، هو لاعب كرة سلة روسي ويحمل الرقم 20. يبلغ طوله 6 قدم 9.5 بوصة (2.1 م).

## فرق لعب لها
- نادي سسكا موسكو لكرة السلة

## الميداليات
| الميدالية | المسابقة                         |
| --------- | -------------------------------- |
| برونزية   | بطولة أمم أوروبا لكرة السلة 2011 |

## روابط خارجية
- أندري فورونتسيفيتش على موقع الاتحاد الدولي لكرة السلة (الإنجليزية)
- أندري فورونتسيفيتش على موقع الدوري الأوروبي لكرة السلة (الإنجليزية)
- أندري فورونتسيفيتش على موقع كرة السلة الأوروبية.كوم (الإنجليزية)
- أندري فورونتسيفيتش على موقع ريلجم (الإنجليزية)
- أندري فورونتسيفيتش على موقع بروبوليرز (الإنجليزية)
- أندري فورونتسيفيتش على موقع سبورتس رفرنس (الإنجليزية)
- أندري فورونتسيفيتش على موقع أوليمبيديا (الإنجليزية)